# Camponotus nasutus
Camponotus nasutus é uma espécie de inseto do gênero Camponotus, pertencente à família Formicidae.